# Bobbi Sykes
Roberta "Bobbi" Sykes (1943 - 14 de novembro de 2010) foi uma ativista, poeta e escritora australiana.